# Бардже
Бардже (італ. Barge, п'єм. Barge) — муніципалітет в Італії, у регіоні П'ємонт,  провінція Кунео.
Бардже розташоване на відстані близько 530 км на північний захід від Рима, 50 км на південний захід від Турина, 45 км на північний захід від Кунео.
Населення — 7789 осіб (2014).
Щорічний фестиваль відбувається 24 червня. Покровитель — святий Іван Хреститель.

## Демографія
Населення за роками:

Станом на 1 січня 2023 року в муніципалітеті офіційно проживало 1317 іноземців з 44 країн, серед них 197 громадян країн Євросоюзу та 5 громадян України.

## Сусідні муніципалітети
- Баньйоло-П'ємонте
- Карде
- Кавоур
- Енв'є
- Остана
- Паезана
- Ревелло
- Санфронт
- Віллафранка-П'ємонте